# Tenuiproboscis
Tenuiproboscis is een geslacht in de taxonomische indeling van de Acanthocephala (haakwormen). De worm wordt meestal 1 tot 2 cm lang. Ze komen algemeen voor in het maag-darmstelsel van ongewervelden, vissen, amfibieën, vogels en zoogdieren.
De haakworm behoort tot de familie Pomphorhynchidae. Tenuiproboscis werd in 1935 beschreven door S. Yamaguti.